# Mahavira
Mahavira (महावीर lit. Veliki junak) (599 – 527. pne.), takođe poznat kao Vardhaman (Sanskrit: वर्धमान "Uvećan"), je bio indijski mudrac i učitelj koji je formulisao ono što se danas smatra glavnim učenjem džainizma. Prema džainističkoj tradiciji, bio je 24. i poslednji "graditelj prelaza" (Tirthankar).
Mahavira se obično shvata kao utemeljitelj džainizma, no ima više osnova da se smatra proširiteljem Paršvinog učenja. U spisima theravada budizma se spominje kao Nirgrantha Nathaputta - 'goli asketa klana Jñātr.'

## Život

### Rođenje
Prema predanju, pošto je njegovo krunisanje uveličao lično bog Indra, kralj Sidarta i kraljica Trisala su dobili sina Mahaviru. Pre toga, kraljica je u snu videla različita dobra znamenja - kao što su slon i suncobran - čije pojavljivanje prema indijskoj tradiciji najavljuje rođenje velikog vladara ili religijskog vođe. Dečak je nazvan Varthamana (Uvećanje), zato što se bogatstvo njegove porodice uvećavalo posle njegovog začeća.

### Odlazak u askete
Kada je imao 30 godina Varthamana je postao ubeđen u bezvrednost ljudskog života i okrenuo se od sveta kako bi postao lutajući asketa. Od tog trenutka postao je Mahavira, "Veliki pobednik". Čitavih dvanaest godina živeo je krajnje asketski, vrlo rano odbacivši odeću, te je do kraja života išao nag. Na kraju, Mahavira je postao prosvetljen, što u džainizmu podrazumeva potpuno poznavanje prošlosti, sadašnjosti i budućnosti svih bića u svim delovima univerzuma. Posle ovoga Mahavira je zasnovao džainsku zajednicu. Najvažniji dogadaj pri tome bio je njegovo preobraćanje jedanaest bramana, koji će postati starešine džainskog asketskog reda i tumači večnih spisa sastavljenih na ardamagadi jeziku (koji se razlikovao od sanskrita bramanskih sveštenika) na osnovu Mahavirinih propovedi.

### Smrt
Na kraju, posle trideset godina monaškog života, ispunjenih povremenim periodima povlačenja tokom monsuna, Mahavira je istrošio svoju karmu (u džainizmu je to materija koja dušu, diva, vuče nadole i tako ometa krajnje stanje oslobođenosti nazvano mokša) i umro meditirajući u gradu Pava, u današnjoj državi Bihar.

## Učenje
Mahavirino osnovno učenje izvedeno je iz njegovog shvatanja da je sva patnja u ovom svetu izazvana nasiljem nad dušom, koja živi u telesnom obliku na svim nivoima egzistencije, te da to sputava unutrašnji duhovni potencijal svakog bića. Način da se umanji ovo nasilje i na kraju dostigne izbavljenje od preporađanja jeste u smirivanju telesnih čula i uzdržavanju od delovanja, koliko god je to moguće, uglavnom udaljavanjem od zajednice i njenih materijalnih briga. Džainsko učenje ističe značaj nenasilja (ahimsa) za sva bića i značaj asketizma. Vegetarijanizam je kroz čitavu džainsku istoriju isto tako bio vrlo važan element.

## Spoljašnje veze
- http://www.cs.colostate.edu/~malaiya/mahavira.html
- https://web.archive.org/web/20080404025528/http://www.jainguru.com/mahabir.html